# 蘇利察鄉
47°39′N 26°56′E / 47.650°N 26.933°E
蘇利察鄉（羅馬尼亞語：Comuna Sulița, Botoșani），是羅馬尼亞的鄉份，位於該國東北部，由博托沙尼縣負責管轄，面積66平方公里，海拔高度100米，2007年人口3,183，人口密度每平方公里49人。